# Marvin Vettori
Marvin Vettori (Trento, 20 de septiembre de 1993) es un artista marcial mixto italiano que actualmente compite en la categoría de peso mediano de Ultimate Fighting Championship (UFC). Desde el 18 de marzo de 2025, Vettori está en la posición #10 del ranking de peso mediano de UFC.

## Primeros años
El mayor de tres hermanos, Vettori nació en Trento, Italia. Desde joven estuvo interesado en las artes marciales y comenzó a practicar kickboxing como su primera verdadera arte marcial alrededor de los 13 años. Se inspiró para entrenar artes marciales mixtas después de ver a luchadores como Fedor Emelianenko en PRIDE en la televisión cuando tenía dieciséis años.
Cuando comenzó a entrenar MMA en Italia, Vettori asistía a seis gimnasios diferentes para obtener todas las habilidades y el entrenamiento que necesitaba, ya que en Italia, en ese momento, el deporte aún estaba creciendo y era difícil encontrar un gimnasio adecuado de MMA. Se mudó a Londres en 2012 durante dos años para entrenar MMA y más tarde se trasladó a Estados Unidos para entrenar en Kings MMA.

## Carrera de artes marciales mixtas

### Ultimate Fighting Championship

#### 2016
Vettori hizo su debut en UFC el 20 de agosto de 2016, en UFC 202 contra Alberto Emilliano Pereira. Ganó la pelea por sumsión (guillotine choke) en el primer asalto.
Vettori enfrentó a Antônio Carlos Júnior el 30 de diciembre de 2016, en UFC 207. Ambos cometieron piequetes en los ojos durante la pelea y recibieron una advertenecia del réferi pero no hubo deducción de puntos. Vettori perdió la pelea por decisión unánime.

#### 2017
Vettori enfrentó a Vitor Miranda el 25 de junio de 2017, en UFC Fight Night: Chiesa vs. Lee. Ganó la pelea por decisión unánime.
Vettori enfrentó a Omari Akhmedov el 30 de diciembre de 2017, en UFC 219. La pelea terminó en un empate mayoritario. Uno de los jueces dio un 29–28 para Vettori, y los otros dos dieron un 28–28 empate, con Akhmedov ganando los primeros dos asaltos, pero Vettori teniendo un dominante 10–8 en el tercero.

#### 2018
Vettori enfrentó a Israel Adesanya el 14 de abril de 2018, en UFC on Fox 29. Perdió la pelea por decisión dividida, con dos jueces dando un 29–28 para Adesanya, y el tercero dando un 29–28 para Vettori.

#### 2019
El 23 de abril de 2019, se reportó que Vettori había sido suspendido por 6 meses por haber dado positivo por ostarina, de un prueba fuera de competencia realizado el 24 de agosto de 2018. La USADA determinó que el positivo fue resultado de un suplemento contaminado, y no hubo evidencia encontrada de que el uso de la sustancia prohibida haya sido intencional. Se volvió elegible para volver a competir el 24 de febrero de 2019.
Vettori enfrentó a Cezar Ferreira el 13 de julio de 2019, en UFC Fight Night 155. Ganó la pelea por decisión unánime.
Luego de la pelea con Ferreira, Vettori firmó un nuevo contrato con UFC y fue programado para enfrentar a Andrew Sanchez el 14 de septiembre de 2019, en UFC Fight Night 158, reemplazando a un lesionado David Branch.  Sin embargo, se reportó que Sanchez fue forzado a retirarse del evento por una infección en el ojo y la pelea fue cancelada. El par terminó enfrentándose un mes después en UFC Fight Night 161. Vettori ganó la pelea por decisión unánime.

#### 2020
Vettori estaba programado para enfrentar a Darren Stewart el 21 de marzo de 2020, en UFC Fight Night: Woodley vs. Edwards. Sin embargo, debido a Pandemia de COVID-19, el evento fue cancelado, Vettori fue programado para enfrentar a Karl Roberson el 25 de abril de 2020. Sin embargo, e 9 de abril, Dana White anunció que este evento sería pospuesto. Vettori fue repogramado para enfrentar a Karl Roberson el 13 de mayo de 2020, en UFC Fight Night: Smith vs. Teixeira. En el pesaje, Roberson pesó 187.5 libras, 1.5 libras sobre el límite de peso mediano de 186 libras. Sin embargo, Roberson fue removido de la pelea por Rabdomiólisis. El par se enfrentó finalmente el 13 de junio de 2020, en UFC on ESPN: Eye vs. Calvillo. En el pesaje, el 12 de junio, Roberson volvió a no dar el peso, pesando 190.5 libras, 4.5 libras sobre el límite de peso mediano. La pelea continuó en un peso pactado y Roberson fue multado con el 30% de su bolsa. Vettori ganó la pelea por sumisión en el primer asalto. Esta victoria lo hizo merecedor de su primer premio de Actuación de la Noche.
Vettori estaba programado para tener una revancha con Omari Akhmedov el 12 de diciembre de 2020, en UFC 256, pero se anunció que Vettori había sido programado para enfrentar a Ronaldo Souza en el evento. Vettori terminó enfrentando a Jack Hermansson el 5 de diciembre de 2020, en UFC on ESPN 19, luego de que el oponente original de Hermannson Kevin Holland diera positivo por COVID-19. Ganó la pelea por decisión unánime. Esta victoria lo hizo merecedor de su primer premio de Pelea de la Noche.

#### 2021
Vettori estaba programado para enfrentar a Darren Till el 10 de abril de 2021, en UFC on ABC 2. Sin embargo, el 30 de marzo, Till anunció que se retiraba de la pelea por una lesión de clavícula. Till fue reemplazado por Kevin Holland. Vettori ganó la pelea por decisión unánime.
Una revancha entre Vettori e Israel Adesanya por el Campeonato Mundial de Peso Mediano de UFC se llevó a cabo el 12 de junio de 2021, encabezando el UFC 263. Vettori perdió la pelea por decisión unánime.
Vettori enfrentó a Paulo Costa en una pelea de peso semipesado, luego de que Costa no pudiera dar el peso mediano en la semana de la pelea, el 23 de octubre de 2021, en UFC Fight Night 196. Vettori ganó la pelea por decisión unánime. Esta victoria lo hizo merecedor del premio de Actuación de la Noche.

#### 2022
Vettori estaba programado para enfrentar al ex-campeón de peso mediano Robert Whittaker el 11 de junio de 2022, en UFC 275. Sin embargo, Whittaker se retiró de la pelea por razones no reveladas. El par fue reprogramado para enfrentarse el 3 de septiembre de 2022, en UFC Fight Night 209.  Vettori perdió la pelea por decisión unánime.

#### 2023
Vettori enfrentó a Roman Dolidze el 18 de marzo de 2023, en UFC 286. Ganó la pelea por una controversial decisión unánime.
Vettori enfrentó a Jared Cannonier el 17 de junio de 2023, en UFC on ESPN 47. Perdió la pelea por decisión unánime. Esta pelea lo hizo merecedor de su segundo premio de Pelea de la Noche.

#### 2024
Vettori estaba programado para enfrentar a Brendan Allen el 6 de abril de 2024, en UFC Fight Night 242. Sin embargo, el 14 de marzo, se anunció que Vettori se había retirado de la pelea por razones no reveladas, y fue reemplazado por Chris Curtis.

## Campeonatos y logros
- Ultimate Fighting Championship
  - Actuación de la Noche (Dos veces) vs. Karl Roberson y Paulo Costa[60][61]
  - Pelea de la Noche (Dos veces) vs. Jack Hermansson y Jared Cannonier[62][56]

- Venator Fighting Championship
  - Campeonato de Peso Wélter de VFC (Una vez)

## Récord en artes marciales mixtas
| Récord profesional | Récord profesional | Récord profesional |
| 28 peleas          | 19 victorias       | 8 derrotas         |
| ------------------ | ------------------ | ------------------ |
| Nocaut             | 2                  | 0                  |
| Sumisión           | 9                  | 0                  |
| Decisión           | 8                  | 8                  |
| Empate             | 1                  | 1                  |

| Resultado | Récord | Oponente                 | Método                      | Evento                                       | Fecha                   | Ronda | Tiempo | Localización           | Notas |  |
| Derrota   | 19-9-1 | Brendan Allen            | Decisión (unánime)          | UFC 318                                      | 19 de julio de 2025     | 3     | 5:00   | New Orleans, Louisiana | Pelea de la Noche. |  |
| Derrota   | 19—8—1 | Roman Dolidze            | Decisión (unánime)          | UFC Fight Night: Vettori vs. Dolidze 2       | 15 de marzo de 2025     | 5     | 5:00   | Las Vegas, Nevada      | |  |
| Derrota   | 19–7–1 | Jared Cannonier          | Decisión (unánime)          | UFC on ESPN: Vettori vs. Cannonier           | 17 de junio de 2023     | 5     | 5:00   | Las Vegas, Nevada      | Pelea de la Noche. |  |
| Victoria  | 19–6–1 | Roman Dolidze            | Decisión (unánime)          | UFC 286                                      | 18 de marzo de 2023     | 3     | 5:00   | Londres                | |  |
| Derrota   | 18–6–1 | Robert Whittaker         | Decisión (unánime)          | UFC Fight Night: Gane vs. Tuivasa            | 3 de septiembre de 2022 | 3     | 5:00   | París                  | |  |
| Victoria  | 18–5–1 | Paulo Costa              | Decisión (unánime)          | UFC Fight Night: Costa vs. Vettori           | 23 de octubre de 2021   | 5     | 5:00   | Las Vegas, Nevada      | Debut en peso semipesado. Actuación de la Noche.                                                                                           |  |
| Derrota   | 17–5–1 | Israel Adesanya          | Decisión (unánime)          | UFC 263                                      | 12 de junio de 2021     | 5     | 5:00   | Glendale, Arizona      | Por el Campeonato de Peso Mediano de UFC.                                                                                                  |  |
| Victoria  | 17–4–1 | Kevin Holland            | Decisión (unánime)          | UFC on ABC: Vettori vs. Holland              | 10 de abril de 2021     | 5     | 5:00   | Las Vegas, Nevada      | |  |
| Victoria  | 16–4–1 | Jack Hermansson          | Decisión (unánime)          | UFC on ESPN: Hermansson vs. Vettori          | 5 de diciembre de 2020  | 5     | 5:00   | Las Vegas, Nevada      | Pelea de la Noche. |  |
| Victoria  | 15–4–1 | Karl Roberson            | Sumisión (rear-naked choke) | UFC on ESPN: Eye vs. Calvillo                | 13 de junio de 2020     | 1     | 4:17   | Las Vegas, Nevada      | Pelea en peso pactado (190.5 libras); Roberson no dio el peso. Actuación de la Noche.                                                      |  |
| Victoria  | 14–4–1 | Andrew Sanchez           | Decisión (unánime)          | UFC Fight Night: Joanna vs. Waterson         | 12 de octubre de 2019   | 3     | 5:00   | Tampa, Florida         | |  |
| Victoria  | 13–4–1 | Cezar Ferreira           | Decisión (unánime)          | UFC Fight Night: de Randamie vs. Ladd        | 13 de julio de 2019     | 3     | 5:00   | Sacramento, California | |  |
| Derrota   | 12–4–1 | Israel Adesanya          | Decisión (dividida)         | UFC on Fox: Poirier vs. Gaethje              | 14 de abril de 2018     | 3     | 5:00   | Glendale, Arizona      | |  |
| Empate    | 12–3–1 | Omari Akhmedov           | Empate (mayoritario)        | UFC 219                                      | 30 de diciembre de 2017 | 3     | 5:00   | Las Vegas, Nevada      | |  |
| Victoria  | 12–3   | Vitor Miranda            | Decisión (unánime)          | UFC Fight Night: Chiesa vs. Lee              | 25 de junio de 2017     | 3     | 5:00   | Oklahoma               | |  |
| Derrota   | 11–3   | Antônio Carlos Júnior    | Decisión (unánime)          | UFC 207                                      | 30 de diciembre de 2016 | 3     | 5:00   | Las Vegas, Nevada      | |  |
| Victoria  | 11–2   | Alberto Emiliano Pereira | Sumisión (guillotine choke) | UFC 202                                      | 20 de agosto de 2016    | 1     | 4:30   | Las Vegas, Nevada      | |  |
| Victoria  | 10–2   | Igor Araújo              | Sumisión (guillotine choke) | Venator FC 3                                 | 21 de mayo de 2016      | 1     | 4:30   | Milán                  | Debut en peso mediano. |  |
| Victoria  | 9–2    | Jack Mason               | KO (rodillazo y golpes)     | Venator FC 2                                 | 12 de diciembre de 2015 | 1     | 1:46   | Rimini                 | Vettori no dio el peso (176.1 lbs) y fue despojado del Campeonato de Peso Wélter de Venator. Sólo Mason era elegible para ganar el título. |  |
| Victoria  | 8–2    | Daniele Scatizzi         | Decisión (unánime)          | Venator FC 1                                 | 30 de mayo de 2015      | 3     | 5:00   | Bolonia                | Ganó el Campeonato de Peso Wélter de Venator.                                                                                              |  |
| Victoria  | 7–2    | Giorgio Pietrini         | Sumisión (guillotine choke) | Venator FC: Guerrieri Italiani Semifinals    | 29 de marzo de 2015     | 1     | 2:18   | Bolonia                | |  |
| Victoria  | 6–2    | Anderson da Silva Santos | TKO (golpes y codazos)      | Venator FC: Guerrieri Italiani Quarterfinals | 25 de enero de 2015     | 1     | 1:07   | Bolonia                | |  |
| Derrota   | 5–2    | Bill Beaumont            | Decisión (unánime)          | UCMMA 40                                     | 6 de septiembre de 2014 | 3     | 5:00   | Londres                | Por el Campeonato Vacante de Peso Wélter de UCMMA.                                                                                         |  |
| Victoria  | 5–1    | Giorgio Pietrini         | Sumisión (toe hold)         | Impera FC 3                                  | 13 de junio de 2014     | 1     | 3:14   | Roma                   | |  |
| Victoria  | 4–1    | Radovan Uskrt            | Sumisión (triangle choke)   | European MMA League 1                        | 8 de febrero de 2014    | 1     | 1:49   | Zagreb                 | |  |
| Victoria  | 3–1    | Luca Ronchetti           | Sumisión (rear-naked choke) | Impera FC 2                                  | 14 de diciembre de 2013 | 1     | 4:07   | Roma                   | |  |
| Victoria  | 2–1    | Matt Robinson            | Sumisión (rear-naked choke) | UCMMA 37                                     | 30 de noviembre de 2013 | 1     | 3:30   | Londres                | |  |
| Victoria  | 1–1    | Tom Richards             | Sumisión (rear-naked choke) | UCMMA 35                                     | 3 de agosto de 2013     | 1     | 1:31   | Londres                | |  |
| Derrota   | 0–1    | Alessandro Grandis       | Decisión (unánime)          | New Generation Tournament 6                  | 21 de julio de 2012     | 2     | 5:00   | Seveso                 | |  |

## Peleas en Pay-per-view
| N.º | Evento  | Pelea                  | Fecha               | Sede             | Ciudad                  | Compras de PPV |
| --- | ------- | ---------------------- | ------------------- | ---------------- | ----------------------- | -------------- |
| 1.  | UFC 263 | Adesanya vs. Vetorri 2 | 12 de junio de 2021 | Gila River Arena | Arizona, Estados Unidos | 600,000        |